# 73e division d'infanterie (Allemagne)
La 73e division d'infanterie (allemand : 73. Infanterie-Division ou 73. ID) est une division d'infanterie de l'armée de terre allemande durant la Seconde Guerre mondiale.
Créée en août 1939, la division participe à l'invasion de la Pologne en septembre puis à la campagne de l'Ouest en mai-juin 1940 et à celle des Balkans au printemps 1941. Elle prend part à l'attaque contre l'URSS, elle y combat jusqu'en mai 1944 où elle est anéantie en Crimée, la division est alors reconstituée en Hongrie et reprend le combat sur le front de l'Est jusqu'à la fin de la guerre.

## Création
La 73e division d'infanterie est formée le 26 août 1939, c'est une division de la 2e vague de mobilisation (2. Welle). Elle est placée en réserve de la 4e armée et prend ainsi part à l'invasion de la Pologne. Peu après celle-ci, elle est envoyée dans le Sarre-Palatinat où elle occupe la frontière au nord-ouest de Sarrebruck.
Dans le plan d'offensive à l'ouest, la division (une des trois du XXIIIe corps d'armée, faisant partie de la 16e armée dont la mission est de défendre une partie du flanc sud de l'offensive allemande) de Bruno Bieler doit passer cette frontière au nord de Remich pour atteindre la région Esch-sur-Alzette – Bettembourg. La division forme un détachement d'avant-garde, la Voraus-Abteilung B derrière laquelle la division avancera, celui-ci devra rejoindre rapidement les forces envoyées par les 34e et 76e DI pour se saisir des principaux points de passages supposés de la cavalerie française pour empêcher son intervention au Luxembourg et ne pas ralentir ainsi la mise en place défensive de la 16e armée.
Elle prend part aux invasions de Belgique, France et Grèce avant d'envahir l'Union Soviétique à partir de Iași en Roumanie.
Elle combat dans le secteur Sud du Front de l'Est, en prenant part à des actions à Nikolaev, Cherson, Sébastopol et la tête de pont du Kouban, entre autres. Elle est retirée du combat près de Melitopol après avoir subi de lourdes pertes. Transférée sur la Crimée, la division se rend à l'Armée rouge à Sébastopol en mai 1944.
La division est réformée le 16 juin 1944 en Hongrie et prend part aux combats sur la Vistule à Varsovie et Praga, où elle est détruite en septembre. L'Heeresgruppe Mitte demande que la division soit démantelée en raison de son incapacité à tenir la tête de pont de Praga sur la rive orientale de la Vistule, une proposition qui a finalement été rejetée. Après sa réformation, la division combat à Dantzig où il fut à nouveau détruite.
L'état-major de la division est évacué de Dantzig, mais disparaît avec le cargo Goya quand il est coulé par le sous-marin soviétique L 3 le 16 avril 1945.

## Organisation

### Commandants
| Date                                   | Grade                  | Commandant                          |
| -------------------------------------- | ---------------------- | ----------------------------------- |
| 1er septembre 1939 - 29 septembre 1939 | General der Artillerie | Dr phil. h.c. Friedrich von Rabenau |
| 29 septembre 1939 - 29 octobre 1941    | General der Infanterie | Bruno Bieler                        |
| 1er novembre 1941 - 1er février 1943   | General der Infanterie | Rudolf von Bünau                    |
| 1er février 1943 - 7 septembre 1943    | Generalmajor           | Johannes Nedtwig                    |
| 7 septembre 1943 - 13 mai 1944         | Generalleutnant        | Hermann Böhme                       |
| 26 juin 1944 - 29 juillet 1944         | Generalleutnant        | Dr rer. pol. Friedrich Franek       |
| 30 juillet 1944 - 7 septembre 1944     | Generalmajor           | Kurt Hähling                        |
| 7 septembre 1944 - 10 avril 1945       | Generalmajor           | Franz Schlieper                     |

### Officiers d'opérations (Generalstabsoffiziere (Ia))
| Date                                  | Grade          | Commandant     |
| ------------------------------------- | -------------- | -------------- |
| 26 août 1939 - 10 mars 1940           | Major          | Robert Macher  |
| 10 mars 1940 - 10 juin 1942           | Major          | Georg Buntrock |
| 10 juin 1942 - août 1942              | Major          | Dr Ziervogel   |
| Août 1942 - septembre 1942            | Major          | Fritjof Heyse  |
| Septembre 1942 - 1er mars 1943        | Hauptmann      | Roland Wagner  |
| Mars 1943 - décembre 1943             | Major          | Rudolf Japs    |
| 1er décembre 1943 - 25 septembre 1944 | Oberstleutnant | Otto Becker    |
| 25 septembre 1944 - 5 avril 1945      | Major          | Franz Lang     |

## Théâtres d'opérations
- Pologne : septembre 1939
- France : mai 1940 - avril 1941
- Balkans : avril 1941 - juillet 1941
  - 6 avril au 28 mai 1941 : participe à l'invasion de la Grèce.
- Front de l'Est, secteur sud : juillet 1941 - mai 1944)
- Pologne : juin 1944 - janvier 1945
- Est de l'Allemagne et Danzig : janvier 1945 - avril 1945

## Ordres de bataille
1939
- Infanterie-Regiment 170
- Infanterie-Regiment 186
- Infanterie-Regiment 213
- Aufklärungs-Abteilung 173
- Artillerie-Regiment 173 (à quatre groupes : I./173 à IV./173)
- Pionier-Bataillon 173
- Panzerabwehr-Abteilung 173
- Nachrichten-Abteilung 173
- Feldersatz-Bataillon 173
- Versorgungseinheiten 173

1942
- Grenadier-Regiment 170
- Grenadier-Regiment 186
- Grenadier-Regiment 213
- Radfahr-Schwadron 173
- Artillerie-Regiment 173
  - I. Abteilung
  - II. Abteilung
  - III. Abteilung
  - IV. Abteilung
- Pionier-Bataillon 173
- Panzerjäger-Abteilung 173
- Nachrichten-Abteilung 173
- Feldersatz-Bataillon 173
- Versorgungseinheiten 173

1943-1945
- Grenadier-Regiment 170
- Grenadier-Regiment 186
- Grenadier-Regiment 213 (1)
- Füsilier-Bataillon 73
- Artillerie-Regiment 173
  - I. Abteilung
  - II. Abteilung
  - III. Abteilung
  - IV. Abteilung
- Pionier-Bataillon 173
- Panzerjäger-Abteilung 173
- Nachrichten-Abteilung 173
- Feldersatz-Bataillon 173
- Versorgungseinheiten 173

## Décorations
Des membres de cette division ont été récompensés à titre personnel pour leurs faits de guerre :
- Agrafe de la liste d'honneur
  - 17
- Croix allemande
  - en Or : 97
  - en Argent : 1
- Croix de chevalier de la Croix de fer
  - 17